# ۱۵ دقیقه
۱۵ دقیقه (به انگلیسی: 15 Minutes) فیلمی محصول سال ۲۰۰۱ به کارگردانی جان هرزفیلد است. در این فیلم بازیگرانی همچون رابرت دنیرو، ادوارد برنز، کلسی گرمر، ایوری بروکس، کارل رودن، اولگ تاکتاروف، ملینا کاناکاریدیز، ویرا فارمیگا، جیمز هندی، داریوس مک‌کاری، بروس کاتلر، شارلیز ترون، کیم کاترال، دیوید آلن گرایر، ولادمیر ماشکوف، گابریل کاسیوس و آنتون یلچین ایفای نقش کرده‌اند.

## خلاصه داستان
یک کارآگاه دایره جنایی باید گروهی از تبهکاران که سعی دارند با پخش نوارهای ویدئویی از صحنه‌های قتل و جنایت، در رسانه محبوبیتی بدست آورند، را متوقف سازد…